# Violet (The Birthday Massacre)
Violet è il secondo album della band canadese The Birthday Massacre, uscito nel 2004.
Dell'album esistono due versioni: la prima è quella originale, del 2004. La seconda, estesa, è uscita il 9 agosto 2005. L'album è difficilmente catalogabile per genere in quanto fonde elementi molto diversi, quali musica elettronica sullo stile dei primi giochi per computer, "tocchi" death metal, qualche nota in stile "ambient" e testi dark, macabri.
Tra le canzoni dell'album, oltre ad esserci l'omonima Violet, vi sono i colori che creano il viola, ovvero Blue e Red. L'altro colore presente è il nero (Black), d'obbligo per band gothic.
La cover dell'album mostra due ombre, un coniglio ed una bambina con in mano una bambola decapitata, su di uno sfondo diviso in quadrati a varie tonalità di viola. Sono presenti all'interno di numerosi quadrati delle icone a bassa qualità (si distinguono i pixel che compongono le immagini non smussate) che rimandano nuovamente all'inizio dello sviluppo dei computer.

## Tracce

### Prima edizione
1. Prologue - 0:38
2. Lovers End - 4:14
3. Violet - 3:37
4. Red - 1:11
5. Playdead - 4:47
6. Blue - 4:30
7. Black - 1:29
8. Holiday - 5:14
9. Nevermind - 4:36

### Edizione del 2005
1. Prologue - 0:38
2. Lovers End - 4:14
3. Happy Birthday - 3:39
4. Horror Show - 4:06
5. Violet - 3:37
6. Red - 1:11
7. Play Dead - 4:47
8. Blue - 4:30
9. Video Kid - 4:34
10. The Dream - 3:51
11. Black - 1:29
12. Holiday - 5:14
13. Nevermind - 4:36

## Formazione
- Chibi - voce
- Rainbow - chitarra
- M. Falcore - chitarra
- Aslan - basso
- Rhim - batteria